# Dimităr Petkov
Dimităr Nikolov Petkov (in bulgaro Димитър Николов Петков?; Nicolae Bălcescu, 2 novembre 1858 – Sofia, 11 marzo 1907) è stato un politico bulgaro e Primo ministro del principato di Bulgaria dal 5 novembre 1906 fino al suo assassinio l'anno successivo. In precedenza fu sindaco di Sofia per cinque anni (1888–1893).